# Načelo povprečnosti
Načêlo povpréčnosti je v filozofiji znanosti predstava o tem, da ljudje ali Zemlja v Vesolju niso nič posebnega. Je vrsta posplošitve Kopernikovega načela, ki se uporablja pri hevrističnem pogledu o legi Zemlje, ali kot filozofska izjava o mestu človeštva.

## Načelo
V širšem sotvarju načelo povprečnosti pravi,
1. da je življenje na Zemlji odvisno le od nekaj osnovnih molekul,
2. da so elementi, ki sestavljajo te molekule, v večji ali manjši meri prisotni v vseh zvezdah,
3. da zakoni znanosti, ki jih poznamo, veljajo za celotno Vesolje in tudi ni razloga privzemati, da ne veljajo.

Iz tega sledi, da se je v dovolj velikem časovnem obdobju življenje moralo pojaviti tudi drugod po Vesolju.
Načelo povprečnosti uporabljeno za človeštvo in Zemljo podpira več dejavnikov in pokazateljev:
- fosilni dokazi, ki jih podpira genetika, kažejo na to, da imajo vsi ljudje istega prednika pred 100.000 leti in, da imajo istega prednika s šimpanzi in bonoboji pred približno šest milijoni leti. Zaradi tega so ljudje del biosfere, ne nad njo ali na izjemnem mestu.
- ljudje imajo približno 98 % svoje DNK enake kot šimpanzi. Šimpanzi so dejansko doživeli večje genetske spremembe kot ljudje.[2].
- odgovor na Schrödingerjevo vprašanje »kaj je življenje?« prek odkritja zgradbe DNK v obliki dvojne vijačnice in skrčenje življenja na organsko kemijo, kar negira vitalizem iz prejšnjih stoletij.
- Hubble je odkril, da je Vesolje precej večje kot so do tedaj mislili. Hubblovo globoko polje (HDF) je posnetek HST z dolgo osvetlitvijo več tisoč galaksij in je eden najboljši slikovnih predstavitev načela povprečnosti.

Načelo povprečnosti velja za nasprotje antropičnega načela in antitezo domneve redke Zemlje. V svojem filozofskem delu Summa Technologiae iz leta 1964 se je Lem javno zavzel zanj pri analizi edinstvenosti življenja v Vesolju.

## Brezizjemni planet
Tradicionalno se kopernikansko načelo povprečnosti navaja na naslednji način: nekdaj so v srednjem veku mislili, da je Zemlja središče Vesolja, Kopernik pa je predlagal, da je v središču Sonce. V 1930-ih je Trumpler ugotovil, da Osončje ne leži v središču krajevne Galaksije, kot je trdil Kapteyn, ampak približno na 56 % razdalje do njenega roba. Gamow in drugi so v sredini 20. stoletja pokazali, da čeprav se zdi, da je krajevna Galaksija v središču razširjajočega Vesolja (v skladu s Hubblovim zakonom), to verjetno velja za vsako točko v Vesolju. Ob koncu 20. stoletja so Marcy in sodelavci pokazali, da so zunajosončni planeti pogosti in tako Sonce v tem smislu, da okrog njega krožijo planeti, prav tako ni nič posebnega. Kopernikanska povprečnost je tako niz astronomskih dognanj, da je Zemlja relativno navaden planet, ki kroži okrog relativno navadne zvezde v relativno navadni galaksiji, ki je ena od brezštevilnih drugih v ogromnem Vesolju, verjetno delu neskončnega mnogovesolja.